# Anne Frank Fonds
Het Anne Frank Fonds is een non-profitorganisatie (niet te verwarren met de Anne Frank Stichting) gevestigd te Bazel in Zwitserland die is opgericht door Otto Frank om het dagboek van zijn dochter te verspreiden en de auteursrechten van Anne Frank te beheren. Het fonds is verantwoordelijk voor de publicatie van het dagboek en andere geschriften van Anne Frank. Daarnaast stimuleert het fonds wetenschappelijk onderzoek van het dagboek en houdt het zich bezig met films, toneelstukken en andere projecten die gebaseerd zijn op het dagboek. Met de opbrengsten van de auteursrechten ondersteunt het fonds wereldwijd projecten op het gebied van mensenrechten, racisme, discriminatie en antisemitisme.

## Achtergrond
Otto Frank (1889 – 1980) was de enige van de acht Joodse onderduikers uit het Achterhuis aan de Prinsengracht te Amsterdam die de Jodenvervolging tijdens de Tweede Wereldoorlog overleefde. Na terugkeer in Amsterdam in de zomer van 1945 ontving Otto Frank van een van de helpers, Miep Gies, de dagboekpapieren van zijn dochter Anne Frank. De dagboekpapieren had Miep na het verraad en de arrestatie van de onderduikers in augustus 1944 in het Achterhuis gevonden en bewaard. In 1947 later publiceerde Otto het dagboek met als titel Het Achterhuis, dat wereldberoemd werd en inmiddels in meer dan 70 talen is uitgegeven.

## Geschiedenis
Het Anne Frank Fonds is door Otto Frank en zijn tweede vrouw Elfriede Geiringer-Markovits opgericht nadat hij in 1952 naar Zwitserland verhuisde. Met behulp van het Anne Frank Fonds zette Otto Frank zich de rest van zijn leven in voor de verspreiding van het dagboek en de idealen die daarin zijn beschreven. In 1980 stierf Otto Frank op 91-jarige leeftijd. Hij schonk voordien de originele dagboeken aan de Nederlandse Staat, die ze onderbracht bij het NIOD Instituut voor Oorlogs-, Holocaust- en Genocidestudies. In 2009 zijn de dagboekpapieren in permanente bruikleen gegeven aan de Anne Frank Stichting. In zijn testament wees Otto Frank het Anne Frank Fonds in Bazel aan als zijn enige erfgenaam.
Sinds het overlijden van Frank treedt het Anne Frank Fonds in zijn naam op. Het Anne Frank Fonds wil behalve het erfgoed van Anne Frank en haar familie uitgeven en beschermen, liefdadigheidswerk in de geest van Anne Frank en haar vader bevorderen. Otto Frank had als wens dat het Anne Frank Fonds zou bijdragen aan een beter begrip tussen verschillende culturen en religies, contacten tussen jongeren uit de hele wereld zou stimuleren en mee zou helpen aan het creëren van vrede. Om dit te bereiken werkt het Fonds samen met diverse internationale organisaties, zoals bijvoorbeeld UNICEF.
Vanaf 1996 was Anne Franks neef Buddy Elias (1925-2015) president van het Anne Frank Fonds. In 2007 besloot het Fonds een deel van de familie-archieven aan de Anne Frank Stichting in Amsterdam in langdurige bruikleen te geven. In 2011 eiste het Fonds echter de archieven via de rechter onmiddellijk terug De rechter oordeelde uiteindelijk dat de familiearchieven terug moesten wat eind 2013 daadwerkelijk gebeurde. Het fonds heeft het archief een plek gegeven in het Frank Family Centre, een onderdeel van het Joods Museum in Anne Franks geboortestad Frankfurt.
Sinds het overlijden van Buddy Elias in 2015 wordt het Anne Frank Fonds geleid door John D. Goldsmith.

## Publicaties en films
Anne Frank: Verzameld werk. (Alle teksten van Anne Frank, gepubliceerd onder auspiciën van het Anne Frank Fonds Bazel, met bijdragen van Mirjam Pressler, Gerhard Hirschfeld en Francine Prose), Amsterdam, 2013. (ISBN 978-90-446-2376-5).
Anne Frank: Het Achterhuis Graphic Novel, Amsterdam, 2017, (ISBN 978-9044632910) 
Where is Anne Frank: animatiefilm onder regie van Ari Folman, 2021.